# Bishara
Bishara Morad (arabsko: بشارة مراد bɪʃāra murād, izgovorjava [bɪʿʃaːrɐ muʿraːd]), znan tudi kot Bishara, sirsko-švedski pevec, * 23. januar 2003, Damask, Sirija.

## Zgodnje življenje
Bishara Morad se je rodil v Siriji in se je z družino, ko je bil star šest let, priselil v mesto Linköping na Švedskem.

## Kariera
Dne 27. novembra 2018 so objavili, da je Bishara eden izmed 28 udeležencev na Melodifestivalen 2019 s pesmijo »On My Own«. Dne 30. januarja 2019 je izdal svoj debitantski singl »Home«. Nastopil je v četrtem polfinalu in se uvrstil v finale, v katerem je osvojil drugo mesto.

## Diskografija

### Pesmi
- »Home« (2019)
- »On My Own« (2019)
- »Love Don't Let Me Down« (2019)
- »Say It Ain't So« (skupaj s Leio) (2020)
- »R U 4 Real?« (2020)